# مارتن غوردون
مارتن غوردون (بالإنجليزية: Martin Gordon)‏ هو لاعب كرة قاعدة جنوب أفريقي، ولد في 1988.